# Schultesianthus uniflorus
Schultesianthus uniflorus är en potatisväxtart som först beskrevs av Cyrus Longworth Lundell, och fick sitt nu gällande namn av Sandra Diane Knapp. Schultesianthus uniflorus ingår i släktet Schultesianthus och familjen potatisväxter. Inga underarter finns listade i Catalogue of Life.